# Chiesa di Sant'Anna (Cannobio)
La Chiesa all'orrido di Sant'Anna è un edificio religioso situato nella frazione di Traffiume nel comune di Cannobio risalente al 1633.

## Storia
Nel 1633 i Traffiumesi richiesero alla Curia milanese il permesso per la costruzione di una cappella che andasse a sostituire quella già esistente del '500 fine '600, costruita da Giovanni Battista Gardani. 
Il 3 giugno 1633 venne approvata la costruzione della cappella.
Lo stesso Giovanni Battista Gardani fu incaricato per un primo progetto della chiesa, egli creò un disegno che prevedeva la demolizione della cappella, conservando però solo la parte di fondo per il nuovo presbiterio.

## Architettura
La struttura presentava un'ideazione semplice con una sagrestia e un piccolo campanile. La facciata aveva due lesene per lato, un frontone triangolare e delle finestre centrali, con un contorno semplice. 
Il progetto fu modificato ma risulta ignoto l'autore, alcuni sostengono che sia stato lo stesso Crivelli soprattutto per la somiglianza dei due progetti.
La chiesa venne successivamente ampliata conservandone l'originale cappella, inglobandola in essa come figura della santa casa di Loreto e si alzò il campanile. Parte del progetto ebbe influenze romane, infatti il maggior finanziatore della costruzione della cappella fu la "Societas Romae", e i personaggi appartenevano al gruppo delle maestranze romane al servizio dell'architetto Martino Longhi il Giovane, riconducibili anche alcune somiglianze nel progetto del campanile con la torre parrocchiale di Viggiù costruita da Martino Longhi il Vecchio. La chiesa venne finita negli anni 1637/38 grazie anche all'impero degli stessi Traffiumesi; sul portale d'ingresso viene riportata la data del 1638. Diciassette anni dopo la "Societas Romae" lasciò la propria firma sulla cimasa dei portali in marmo interni e nello stesso anno vennero completate le principali finiture. Nel 1782 vennero costruiti i paliotti dell'altare maggiore e dell'altare nella cappella di Loreto da Carlo Giuseppe Pancaldi d'Ascona.
L'organo presente al suo interno è seicentesco e venne ristrutturato nel 1764 da Giambattista Pelanda di Zornasco.  
La facciata è rivolta verso mezzogiorno ed è divisa in due ordini, presenta un grande cornicione con un effetto chiaroscuro creato dalle "piode" che la proteggono dalle perturbazioni. All'interno la navata è rettangolare, con volta a crociera, raccordata alle pareti con una volta a botte.
Nella parte ovest si trova un finestrone che si affaccia alla cappella di San Giuseppe, una finestra semicircolare con funzione di illuminare la sagrestia e infine due finestre strombate con contorno in granito che fungevano da illuminazione per la cappella originaria.
Tranne che per la finestra della sagrestia, ad ogni apertura ne corrisponde una simmetrica nel prospetto est.
La cella campanaria ospita una sola campana, con quattro finestrature dotate di balaustra. Ai lati si aprono due cappelle: a destra dedicata a Sant'Anna e alla sinistra dedicata a San Giuseppe.
La porta che permette l'accesso al campanile si trova all'interno sulla sinistra, e permette di andare anche al coro pensile posto sul retro della facciata.
Sulla destra della cappella, sporge il locale pensile dei mantici per l'organo, con volte a botte che copre allo stesso tempo l'accesso al ristorante dell'oratorio.